# Flowers of Our Black Misanthropy
Flowers of Our Black Misanthropy – debiutancki album polskiej grupy muzycznej Profanum. Wydawnictwo ukazało się w 1996 roku nakładem Astral Wings Records. Nagrania zostały zarejestrowane zimą 1995 roku w Polysound Studio w Zielonej Górze.

## Lista utworów
Opracowano na podstawie materiału źródłowego.
1. "Tears of Chors" - 07:19
2. "Gates of Armaggeddon" - 04:28
3. "Song of the Mist Part I - Wolfenthirst" - 02:19
4. "Into the Beginning of Eternal Wisdom" - 03:15
5. "The Gathering of Funeral Gods" - 05:11
6. "Song of the Mist Part II - Serpent Garden" - 02:19
7. "Unspoken Name of God" - 04:38
8. "Under a Black Wings of Emperor" - 04:58
9. "666" - 05:01

## Wydania
| Rok  | Nr katalogowy | Format      | Wytwórnia            | Region | Źródło |
| ---- | ------------- | ----------- | -------------------- | ------ | ------ |
| 1996 | EBLIS 005     | CD, Album   | Astral Wings Records | Polska | [ 2 ]  |
| 1996 | EBLIS 005     | Cass, Album | Astral Wings Records | Polska | [ 2 ]  |